# 南卡罗来纳州议会
南卡罗来纳总议会（英語：South Carolina General Assembly）是美国南卡罗来纳州的立法机关，為兩院制，由南卡羅來納州參議院和南卡羅來納眾議院组成。该州参众两院共有170名议员，議事地点位于哥伦比亚的南卡羅來納州議會大廈。
在美国最高法院于1964年公佈雷诺兹诉西姆斯案判决之前，每个县都是州议会的选区，其中每个县需要选举一名州参议员和至少一名众议员。除此之外，由于州宪法没有对地方政府的立法作出规定，因此每个县选出的参众议员还需要负责本县的立法。不过由于聯邦最高法院在雷诺兹诉西姆斯案中规定各州议会的选区划分必须遵行各选区人数相近的原则，因此在此之后的选区划分不再与县重合。这一事件导致1975年该州通过了《地方自治法》，要求各县自行选出立法机构。